# Tipula lamentaria
Tipula lamentaria är en tvåvingeart som beskrevs av Alexander 1934. Tipula lamentaria ingår i släktet Tipula och familjen storharkrankar. Inga underarter finns listade i Catalogue of Life.